# 1985 في بلجيكا
فيما يلي قوائم الأحداث التي وقعت خلال عام 1985 في بلجيكا.

## رياضة
- 7 أبريل – طواف فلاندرز 1985 الفائزون هني كويبر، فيل أندرسون، Eric Vanderaerden [الإنجليزية]‏.
- 29 مايو – كارثة ملعب هيسل
- 15 سبتمبر – جائزة بلجيكا الكبرى 1985 الفائز آيرتون سينا.

## برامج ومسلسلات وأنمي
- السنافر

## مواليد

### يناير
- 18 يناير – إلكا كليسترز لاعبة كرة مضرب بلجيكية.

### مارس
- 12 مارس – ستروماي مغني بلجيكي من أصل رواندي.
- 20 مارس – نيكولاس لومبارتس لاعب كرة قدم بلجيكي.
- 28 مارس – رشيد تيبركانين لاعب كرة قدم مغربي.

### أبريل
- 5 أبريل – كريستوف فانديفال درّاج طريق بلجيكي.
- 26 أبريل – كيني تومسون لاعب كرة قدم بلجيكي.
- 29 أبريل – كريستوف أونجينايت لاعب كرة سلة بلجيكي.

### مايو
- 17 مايو – جريج فان أفرمت درّاج طريق بلجيكي.

### يونيو
- 5 يونيو – كيني دي كيتيلي
- 9 يونيو – يان فويتينس لاعب كرة قدم بلجيكي.

### أغسطس
- 5 أغسطس – لوران سيمان لاعب كرة قدم بلجيكي.
- 11 أغسطس – سامي بوسو لاعب كرة قدم بلجيكي.

### أكتوبر
- 10 أكتوبر – دومينيك كورنو
- 22 أكتوبر – هاديسا

### نوفمبر
- 14 نوفمبر – توماس فيرمايلين لاعب كرة قدم بلجيكي.

### ديسمبر
- 5 ديسمبر – مهدي دهبي ممثل بلجيكي.
- 27 ديسمبر – لوغان بايلي لاعب كرة قدم بلجيكي.

## وفيات

### فبراير
- 4 فبراير – نيكولاس هويدونككس (مواليد 1900) لاعب كرة قدم بلجيكي.
- 12 فبراير – كونراد دتريز (مواليد 1937) روائي بلجيكي.

### يوليو
- 1 يوليو – جان فان دن بوش (مواليد 1898) دراج بلجيكي.

### أكتوبر
- 9 أكتوبر – لودو كيوك (مواليد 1955) لاعب كرة قدم بلجيكي.